# Etnička skupina
Etnička skupina ili etnos (iz starogrčkog jezika ἔθνος – ethnos, „narod“) je pojam iz etnologije. Etnolozi s tim pojmom sabiru populacije ljude, koji po podrijetlu, povijesti, kulturi, jeziku na određenom zemljopisnom području i koje spaja osjećaj zajedništva i solidarnosti. Pojam etnije je srodan s pojmom naroda i pripadnosti sustavu sličnih kulturnih vrijednosti. Europske etnije su na primjer Hrvati, Bošnjaci, Nijemci ili Rusi.

## Pojam
Znanosti koje se bave etnijama su etnologija, narodoznanstvo, kulturalna antropologija / socijalna antropologija, vjerska etnologija, etnosociologija i socijalna geografija. 

### Etnička grupa
Identifikacija etničke grupe s vlastitom grupom je pretežno toliko jaka, da djeluje individui potpuno prirodnom i da se podrazumijeva.
Radi se o kolektivnom osjećaju zajedništva. Koncepcija kulturnog razlikovanja između "mi" i kulturno "drugih" se naziva etnicitet.

## Nastanak
Etničke grupe nisu nikada homogene, iako se često kao takve doživljavaju.
Pripadnost individua jednoj etničkoj grupi je višeslojna i u kontekstu migracije i dijasporijskih činjenica nije uvijek jasna. 
Nove etničke grupe mogu nastajati primjerice kao posljedica konflikta ili kroz migracije. Kao primjer može služiti povijest afroamerikanaca:jedna vrlo heterogena etnička grupa, koja je mogla tek nastati kao posljedica događaja zadnjih 500 godina.

## Vanjske poveznice
- UNESCO-Bericht: The race concept. Results of an inquiry  UNESCO Paris, 1952, S. 99